# Lazúrkék császárlégykapó
A lazúrkék császárlégykapó (Hypothymis azurea) a madarak osztályának verébalakúak (Passeriformes) rendjébe és a császárlégykapó-félék (Monarchidae) családjába tartozó faj.

## Rendszerezése
A fajt Pieter Boddaert holland orvos, biológus és ornitológus írta le 1783-ban.

## Alfajai
- Hypothymis azurea styani - (Hartlaub, 1898) - India, Nepál, Banglades, Kína déli része, Vietnám, Laosz és Kambodzsa, eredetileg különálló fajként írták le.
- Hypothymis azurea oberholseri - (Stresemann, 1913) - Tajvan
- Hypothymis azurea ceylonensis - (Sharpe, 1879) - Srí Lanka, eredetileg különálló fajként írták le.
- Hypothymis azurea tyteri - (Beavan, 1867) - Andamán-szigetek (Andamán- és Nikobár-szigetek),  eredetileg különálló fajként írták le.
- Hypothymis azurea idiochroa - (Oberholser, 1911) - Car Nicobar sziget (Andamán- és Nikobár-szigetek)
- Hypothymis azurea nicobarica - (Bianchi, 1907) - Nikobár-szigetek déli része (Andamán- és Nikobár-szigetek)
- Hypothymis azurea montana - (Riley, 1929) - Thaiföld északi és középső része
- Hypothymis azurea galerita - (Deignan, 1956) - Thaiföld délkeleti és délnyugati része
- Hypothymis azurea forrestia - (Oberholser, 1911) - Mergui-szigetek, Mianmar nyugati partvidéke mentén
- Hypothymis azurea prophata - (Oberholser, 1911) - Maláj-félsziget, Szumátra és Borneó
- Hypothymis azurea javana - (Chasen & Kloss, 1929) - Jáva és Bali
- Hypothymis azurea penidae - (Meise, 1941) - Nusa Penida sziget (Bali közelében)
- Hypothymis azurea karimatensis - (Chasen & Kloss, 1932) - Karimata sziget (Borneó nyugati partvidéke mentén)
- Hypothymis azurea opisthocyanea - (Oberholser, 1911) - Anambas-szigetek (a Dél-kínai-tengeren)
- Hypothymis azurea gigantoptera - (Oberholser, 1911) - Natuna Besar sziget (Natuna-szigetek a dél-kínai-tengeren)
- Hypothymis azurea consobrina - (Richmond, 1902) - Simeulue sziget, eredetileg különálló fajként írták le.
- Hypothymis azurea leucophila - (Oberholser, 1911) - Siberut sziget (Szumátra nyugati partvidéke mentén)
- Hypothymis azurea richmondi - (Oberholser, 1911) - Enggano sziget (Szumátra délnyugati partvidéke mentén)
- Hypothymis azurea abbotti - (Richmond, 1902) - Reusam és Babi szigetek (Szumátra északnyugati partvidéke mentén), eredetileg különálló fajként írták le.
- Hypothymis azurea symmixta - (Stresemann, 1913) - a Kis-Szunda-szigetek nyugati és középső része
- Hypothymis azurea azurea - (Boddaert, 1783) - Fülöp-szigetek nagy része
- Hypothymis azurea aeria - (Bangs & J. L. Peters, 1927) - Maratua sziget (Borneó keleti partvidéke mentén), eredetileg különálló fajként írták le.
- Hypothymis azurea catarmanensis - (Rand & Rabor, 1969) - Camiguin Sur sziget (Fülöp-szigetek)

## Előfordulása
Dél- és Délkelet-Ázsiában, Banglades, Bhután, Brunei, Kambodzsa, Kína, India, Indonézia, Malajzia, Mianmar, Nepál, a Fülöp-szigetek, Szingapúr, Srí Lanka, Thaiföld és Vietnám területén honos.
Természetes élőhelyei szubtrópusi és trópusi síkvidéki és hegyi esőerdők, mocsári erdők, lombhullató erdők, folyók és patakok környékén, valamint ültetvények. Vonuló faj.

## Megjelenése
Testhossza 15–17 centiméter, testtömege 8–17 gramm. Szeme fekete. Lábai rövidek. Farka hosszú, teste karcsú. A hím ragyogó kék színű, tarkóján fekete folt található, torkán pedig fekete sáv, a tojó barna.
|  |  |

## Életmódja
Rovarokkal táplálkozik.

## Szaporodása
Fészkét fára építi, csésze alakúra, mely alig pár méterrel a föld felett található. Fészekalja 3 tojásból áll.
|  |

## Természetvédelmi helyzete
Az elterjedési területe rendkívül nagy, egyedszáma pedig stabil. A Természetvédelmi Világszövetség Vörös listáján nem fenyegetett fajként szerepel.

## Külső hivatkozás
- Képek az interneten a fajról
- Videó a fajról
- Xeno-canto.org - a faj hangja és elterjedési területe